# Asclepias albicans
Espèce
Asclepias albicans est une espèce de plantes à fleurs de la famille des Asclepiadaceae, originaire du sud-ouest des États-Unis et du nord du Mexique.

## Description morphologique

### Appareil végétatif
Cette plante peut atteindre une hauteur variant de 90 cm à 3 m. Ses longues tiges, rendues blanchâtre par une épaisse couche de cire végétale, présentent très peu de feuilles et contiennent un latex de couleur laiteuse. Les feuilles, groupées par trois à chaque nœud de la tige, sont filiformes et longues de 1,3 à 2 cm. Elles tombent lorsque la plante a atteint son plein développement.

### Appareil reproducteur
La floraison a lieu entre mars et mai. L'inflorescence est une ombelle d'environ 5 cm de large, dont les fleurs ont chacune un diamètre environ 1,3 cm. Leur calice est constitué de 5 petits sépales verts, et leur corolle de 5 pétales blanc verdâtre teintés de brun ou de rose, courbé vers le bas. Leurs organes reproducteurs forment une colonne centrale, qui porte 5 capuchons jaunes, arrondis, portant de courts prolongements courbés vers le centre de la fleur.
Le fruit est une grande cosse lisse, d'environ 10 cm de long, contenant de nombreux akènes reliés à une longue soie qui leur permettra d'être emportés par le vent.

### Espèce similaire
Asclepias albicans peut être confondue avec Asclepias subulata, qui est très similaire et vit dans les mêmes régions. Cependant A.subulata présente, au niveau des fleurs, des capuchons plus longs, presque aussi longs que les pétales, et beaucoup plus étroits.

## Répartition et habitat
Cette plante pousse dans les zones désertiques sèches et rocailleuses du continent nord-américain.
Son aire de répartition, restreinte, couvre une partie des états américains de la Californie et de l'Arizona ainsi que du nord-ouest du Mexique.